# Qubic
Qubic ist ein Brettspiel für zwei Spieler. Es stellt eine Erweiterung von Vier gewinnt oder Tic-Tac-Toe auf drei Dimensionen dar. Es handelt sich um ein Zweipersonen-Strategiespiel mit vollständiger Information.

## Ziel des Spiels
Ziel des Spieles ist es, vier Spielsteine in einem 4×4×4-Würfel auf einer geraden Linie anzuordnen. Eine Reihe kann vertikal, horizontal oder diagonal verlaufen. Bei den Diagonalen gibt es Flächen- und Raumdiagonalen. Durch die Dreidimensionalität sind immer mehrere Diagonalen möglich, so dass man sehr aufmerksam spielen muss, um nicht eine zu übersehen.

## Varianten
Das ähnliche Spiel Sogo wird meist durch 16 Stäbe, die senkrecht in einem 4×4-Quadrat angeordnet sind, realisiert. Die Kugeln fallen bis zur Bodenplatte oder bis auf die darunterliegende Kugel. Qubic hingegen besteht aus übereinanderliegenden Ebenen aus Glas oder durchsichtigem Kunststoff, die an einem Gerüst aus Stäben übereinander angeordnet sind.
Daneben gibt es eine Vielzahl von Varianten, die das Prinzip Mehrere in einer Reihe auf andere dreidimensionale Körper als den 4×4×4-Würfel anwenden.
Sowohl Qubic als auch Sogo wurden in vielfacher Form als Computerspiel programmiert.

## Geschichte
1961 brachte die Crestline Manufacturing Company das Spiel Checkline: The classic space tic-tac-toe game heraus. Wegen des futuristischen Aussehens wurde es auch in einigen Folgen der Fernsehsendung Raumschiff Enterprise verwendet.
Qubic erschien dann 1962 bei Qubic Games in den USA und 1965 bei Parker Brothers. 1978 entwickelte Carol Shaw 3D Tic Tac Toe für die Spielkonsole Atari 2600.

## Spieltheoretische Auflösung
Spieltheoretisch wurde Qubic von Oren Patashnik 1980 durch erschöpfendes Suchen vollständig gelöst. Patashnik bewies, dass bei optimalem Spiel der Spieler, der den ersten Zug macht, stets gewinnt. 1992 führten Allis und Schoo auch den konstruktiven Beweis, indem sie ein Qubic-Programm schrieben, das stets gewinnt, wenn es den ersten Zug hat.
Die Variante, die als Sogo bekannt ist, und bei der die Spielsteine (i. d. R. Kugeln) nach unten durchfallen, ist spieltheoretisch nicht gelöst.

## Ähnliche Spiele
- Vier gewinnt 2D, Just 4 Fun
- Sogo
- Mühle 3D wird auf dem gleichen Spielbrett gespielt. Nur wird dieses immer bis zum Ende gefüllt. Gewonnen hat, wer die meisten Mühlen (vier Steine in einer Reihe) formen konnte. In diesem Spiel kann der zweite Spieler stets ein Unentschieden erzwingen, indem er die Züge seines Gegners entlang einer der senkrechten Symmetrieebenen nachahmt.
- Trimula ist ein 3D-Mühlespiel mit 3 × 3 × 3 Setzpunkten.